# Mazaeras castrensis
Mazaeras castrensis là một loài bướm đêm thuộc phân họ Arctiinae, họ Erebidae.